# P/2011 CR42 (Catalina)
P/2011 CR42 (Catalina) — одна з короткоперіодичних комет типу комети Енке. Комета була відкрита 10 Лютого 2011 року, коли мала 17.6m.